# Colla Jove Xiquets de Tarragona

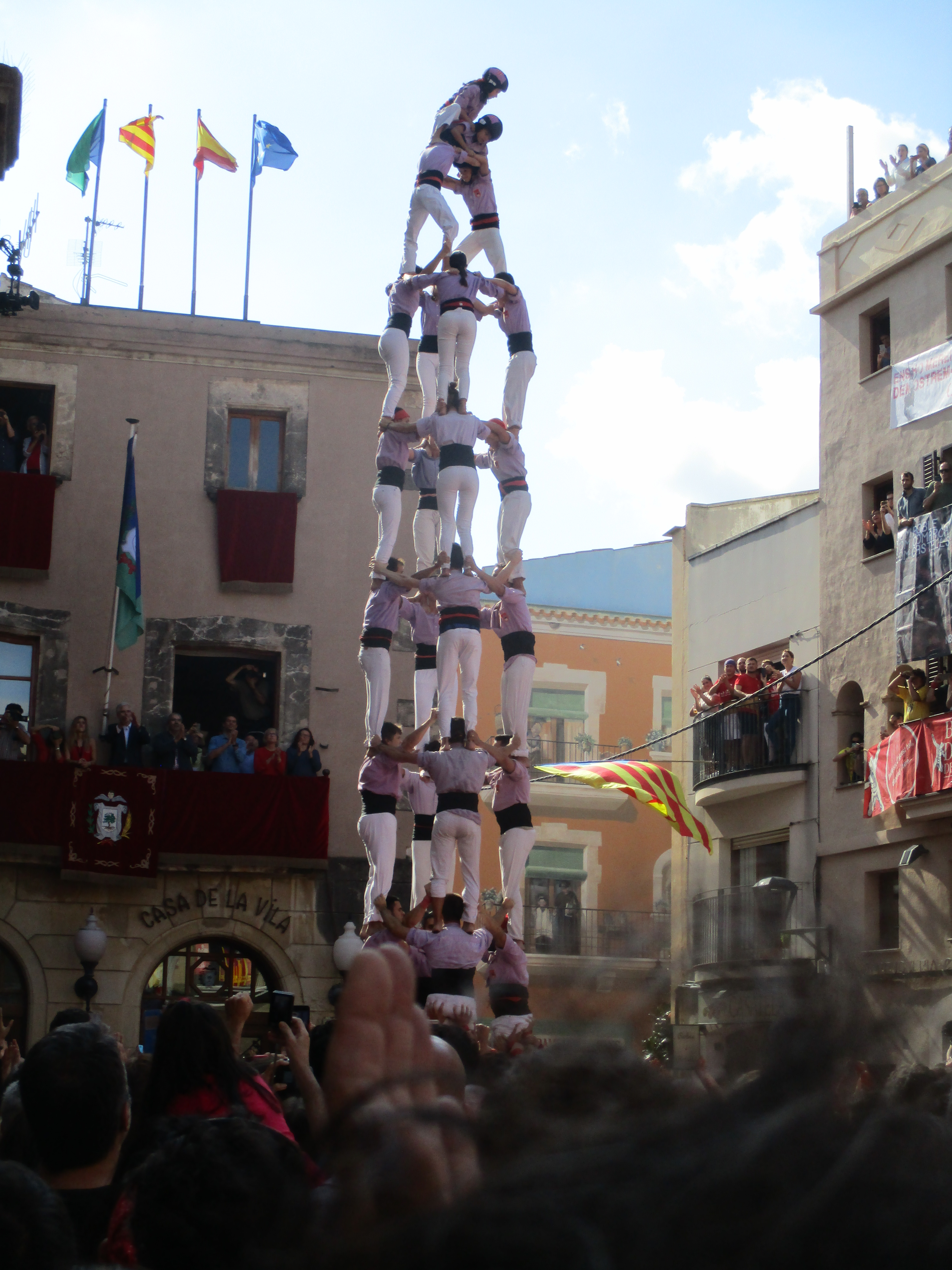
4 de 9 sense folre de Jove de Tarragona, el primer carregat per la colla, a la Fira de Santa Teresa del Vendrell del 2017.

La Colla Jove Xiquets de Tarragona és una colla castellera de Tarragona fundada l'any 1979. El color de la seva camisa és el morat. La seva seu social i local d'assaig es troba al número 23 del carrer del Cós del Bou de Tarragona, a la Part Alta de la ciutat, prop de la plaça de la Font. Els màxims castells assolits per la colla fins a l'actualitat són: el 3 de 10 amb folre i manilles, el 4 de 9 net (carregat), el 3 de 9 amb folre i l'agulla, el 4 de 9 amb folre i l'agulla, el 5 de 9 amb folre, el pilar de 8 amb folre i manilles, el 2 de 9 amb folre i manilles i el 9 de 8. La seva diada és la Diada de l'Esperidió, que se celebra a Tarragona, al pla de la Seu, el dissabte més proper a Santa Úrsula (21 d'octubre).

## Història
La història castellera de Tarragona té els seus precedents en els balls de Valencians que actuaven a les celebracions de la ciutat durant els segles XVII i XVIII. Al segle XIX, les colles dels Xiquets de Valls van convertir Tarragona en una de les places castelleres més importants del Camp de Tarragona.
Després d’un període d'estancament en el nivell casteller de Tarragona, i arran de l'actuació decebedora que els Xiquets de Tarragona havien protagonitzat a la V Manifestació Castellera de 1978, en què el 4de8 i el 2de7 quedaren lluny de ser carregats, un grup de joves assidus al bar Motoclub, alguns d'ells membres de la colla ratllada, van impulsar la creació d’una nova colla a la ciutat. L’objectiu era revitalitzar les tradicions de la ciutat, democratitzar els castells i retornar a Tarragona el prestigi casteller que havia perdut.
El 4 de novembre de 1979, a Cornudella de Montsant, "un grup de castellers de Tarragona" sense nom ni uniforme va actuar per primera vegada. Van fer diversos pilars de quatre i un intent de tres de sis amb el suport dels Brivalls de Cornudella, que esdevingueren els seus padrins. Aquesta actuació marca l’inici d’una estreta relació amb Cornudella. L'any següent es va aprovar el nom Colla Jove dels Xiquets de Tarragona, que combinava la tradició i la voluntat de renovació amb què naixia la colla. La camisa morada, estrenada aquell any, va generar polèmica per un pacte de sang que s'havia fet entre les dues colles històriques de Tarragona: la Colla Vella i la Colla Nova.
En tres anys, la Jove ja dominava els castells de set pisos, fet que va motivar la competència local.La Jove va assolir el seu primer dos de set el 1983, i l’any següent, el primer quatre de vuit, convertint Tarragona en la segona ciutat amb dues colles de vuit pisos després de Valls. El 1984 va culminar amb un històric pilar de sis al X Concurs de Castells, que situava la Jove en tercera posició. L'any 1985 es va crear l’Associació d’Amics de la Colla Jove, entitat destinada a vehicular la vida cultural de la colla a la ciutat. Malgrat la ràpida progressió, el castell de 8 no es tornaria a descarregar fins a l'any 1988.
El 1990 es va descarregar el primer tres de vuit i, per Santa Tecla, es va carregar el primer dos de vuit amb folre, fets que convertien la Jove en la primera colla de la ciutat. Al 1993 es va assolir la primera tripleta de vuit descarregada per Sant Magí i, per Santa Tecla, es va carregar el quatre de nou amb folre i descarregar el cinc de vuit, tots dos al primer intent. El 1994, la Jove va descarregar el tres de nou amb folre a la plaça de les Cols per Sant Magí i, per Santa Tecla, la Tripleta Màgica. Aquestes fites la van situar com a favorita per al XV Concurs de Castells.
Aquell concurs finalment va caure en mans de la Colla Vella dels Xiquets de Valls per una penalització de 13 punts que relegava la Jove a una meritòria segona posició. La notícia més destacada d'aquell dia, però, va ser el primer intent de cinc de nou amb folre del segle, un castell que no s'havia vist des del 1883. L'any següent es va mantenir la tripleta màgica, descarregada per Sant Magí, però una mala caiguda de 5de9f el dia de Santa Tecla va condicionar l'agrupació durant els anys posteriors.
Malgrat els condicionants, es van aconseguir castells de nou pisos de manera continuada durant els anys 90, així com actuacions actuacions notables com la tripleta màgica a l'Arboç el 1998. Tot i això, la dècada del 2000 es va caracteritzar per dificultats en mantenir el nivell dels castells de 9.
La tendència negativa es va revertir el 2008, any en què la colla descarrega el 3de9f després de nou temporades. L'any següent va marcar un gir definitiu amb la recuperació de la tripleta màgica a la diada del primer diumenge de festes. La progressió va culminar el 2011 amb el 5d9f carregat durant la Diada de Santa Tecla, fet que convertia la Jove en colla de gamma extra.
Durant els anys posteriors es va assolir fites importants que van consolidar el nivell de la Jove dins del món casteller. El 2012 es van descarregar el 9de8 i el 5de9f i l'any següent es va carregar el primer castell amb manilles: el pilar de 8. El 2014 la colla va batre dos rècords: es van descarregar 21 3de9f i 7 5de9f en un sol any, unes xifres que cap altra colla havia assolit fins al moment. Aquell any, però, va estar marcat pel tres de deu carregat al XXV Concurs de Castells, castell que va convertir la Jove en la quarta colla de deu i que li va permetre entrar al podi del concurs de castells per primera vegada des del 1998.
Els anys següents van consolidar la Jove com una colla de referència. Es van descarregar el pd8fm (2015), el 3de9fa (2016), el 3de10fm (2016), el 2de9fm (2017) i el 4de9fa (2018), aquest últim al primer intent. El 2017 també es va carregar el 4 de 9 net al Vendrell. Paral·lelament, la colla va tenir un paper actiu en els esdeveniments polítics de Catalunya: va obrir el seu local com a punt de votació durant el Referèndum sobre la independència de Catalunya de 2017 i va participar en els actes de suport a la República Catalana.
La pandèmia de la COVID-19 va interrompre l'activitat castellera durant gairebé dos anys. La colla es va adaptar a les circumstàncies amb activitats virtuals, mantenint viva la presència social. Després de la pandèmia, la Jove va emprendre un procés de reconstrucció que va culminar amb el retorn dels castells de gamma extra el 2022, amb el 2de9fm carregat a l'última ronda del XXVIII Concurs de castells de Tarragona. L'any següent es van recueprar el 2de9fm i el 5de9f descarregats, així com un renovat espadat de sis i de set. L'any 2024 es va descarregar sis vegades el 2de9fm, es va recuperar el pilar de 8 amb folre i manilles i es va tornar a descarregar el 3 de 10 amb folre i manilles vuit anys després durant el XXIX Concurs de castells de Tarragona.

## Viatges i sortides
A més de les actuacions als Països Catalans, l'àmbit propi de la Colla Jove, l'agrupació també ha portat castells a d'altres països d'Europa. A l'estat espanyol, la Jove ha actuat a Saragossa (1985, 1996 i 2004), Bilbao (1989), Terol (1989), Alcorisa (1990), Valladolid (1998), Taüst (2004), Portugalete (2013) i Derio (2018). S'ha viatjat en dues ocasions a Bèlgica: Brussel·les (1991 i 2024); França, Orleans (1995) i Bobigny (2000), i Itàlia, Pàdua (1995) i Milà (2015). I en una ocasió als Països Baixos, Amsterdam (1997), i Luxemburg (2009).

## El local
La Colla Jove té el seu local social a les antigues pescateries de Tarragona. L'edifici va ser projectat per l'arquitecte Francesc Barba durant el mandat de l'alcalde Plàcid-Maria de Montoliu i de Sarriera. L'edifici s'acabà l'any 1867 i va ser la seu del mercat del peix de la ciutat fins a la inauguració del Mercat Central l'any 1915. Posteriorment, l'edifici es va transformar per acollir el parc de bombers municipal, que el va ocupar fins que es van traslladar a l'emplaçament actual, a la carretera de València, l'any 1971. Durant els deu anys posteriors l'edifici va ser un magatzem municipal fins que l'any 1981 es va cedir a la Colla Jove. D'aquesta manera, l'entitat aconseguia el seu local definitiu al carrer del Cós del Bou, un dels més dinàmics de la Part Alta de la ciutat.

## Activitat social
La Colla Jove ha destacat des de la seva fundació pel seu dinamisme social a la ciutat de Tarragona. Des de 1980 edita la revista L'Esperidió, en què s'hi publiquen articles relacionats amb la colla, els castells i la cultura popular. Des de 1985, l'Associació d'Amics de la Colla Jove s'encarrega d'organitzar actes complementaris a l'activitat castellera com ara la Baixada del Pajaritu, una baixada d'andròmines que cada any se celebra el dissabte de Carnaval. A més a més, la colla organitza diverses festes i activitats durant tot l'any i en especial durant les festes de Sant Roc, de Sant Magí i de Santa Tecla.